# Albița
Albița – wieś w Rumunii, w okręgu Vaslui, w gminie Drânceni. W 2011 roku liczyła 73 mieszkańców.